# 森澤みゆき
森澤 みゆき（もりさわ みゆき、1993年10月31日 - ）は、愛知県出身の元女子バスケットボール選手である。ニックネームは「キィ」。ポジションはガード。

## 来歴
昭和ミニでバスケを始め、藤浪中、岐阜女子高校を経て、トヨタ自動車に入社。
2015年引退。

## 経歴
- 岐阜女子高校 - トヨタ自動車（2012年〜2015年）